# Любава
Люба́ва (пол. Lubawa, нім. Löbau) — місто в північно-центральній Польщі.
Належить до Ілавського повіту Вармінсько-Мазурського воєводства.

## Демографія
Демографічна структура станом на 31 березня 2011 року:
|          | Загалом | Допрацездатний вік | Працездатний вік | Постпрацездатний вік |
| -------- | ------- | ------------------ | ---------------- | -------------------- |
| Чоловіки | 4833    | 1112               | 3349             | 372                  |
| Жінки    | 5118    | 1013               | 3107             | 998                  |
| Разом    | 9951    | 2125               | 6456             | 1370                 |